# 朱常泠
荊世子朱常泠（？—？），是荊恭王朱翊鉅嫡第一子，明朝荊國世子。他何時受封荊世子已經不可考。其後朱翊鉅上奏朝廷，指朱常泠殘暴及恣意妄為，朝廷就廢朱常泠為庶人，卒年不詳。
後來朱翊鉅去世，其弟泰寧王朱常𣵧在萬曆三年（1575年）襲封荊王。